# Adenoncos
Adenoncos é um género botânico pertencente à família das orquídeas (Orchidaceae).
As espécies do gênero estão distribuídas desde a península da Malásia até Papua-Nova Guiné.

## Espécies
O gênero Adenoncos possui 17 espécies reconhecidas atualmente.
- Adenoncos buruensis J.J.Sm.
- Adenoncos celebica Schltr.
- Adenoncos elongata J.J.Sm.
- Adenoncos macrantha Schltr.
- Adenoncos major Ridl.
- Adenoncos nasonioides Schltr.
- Adenoncos papuana (Schltr.) Schltr.
- Adenoncos parviflora Ridl.
- Adenoncos quadrangularis Sulist.
- Adenoncos saccata J.J.Sm.
- Adenoncos suborbicularis Carr
- Adenoncos sumatrana J.J.Sm.
- Adenoncos triangularis Sulist.
- Adenoncos triloba Carr
- Adenoncos uniflora J.J.Sm.
- Adenoncos vesiculosa Carr
- Adenoncos virens Blume

## Bibligrafia
- L. Watson and M. J. Dallwitz, The Families of Flowering Plants, Orchidaceae Juss.
- KBD: Kew Bibliographic Databases of Royal Botanic Gardens, Kew